# István Baranya
István Baranya (ur. 9 lutego 1931 w Hódmezővásárhely, zm. 24 czerwca 2007 w Budapeszcie) – węgierski zapaśnik walczący w stylu klasycznym. Olimpijczyk z Melbourne 1956, gdzie zajął piąte miejsce w kategorii do 52 kg.
Mistrz Węgier w 1952 roku.